# Maho Film
Maho Film Co., Ltd. (jap. 株式会社Maho Film Kabushiki-gaisha Maho Film) – japońskie studio animacji z siedzibą w tokijskiej dzielnicy Suginami, założone 29 maja 2018 roku przez Junjiego Muratę.

## Produkcje

### Seriale telewizyjne
- If It’s for My Daughter, I’d Even Defeat a Demon Lord (2019)[2]
- I’m Standing on a Million Lives (2020)[3]
- By the Grace of the Gods (2020)[4]
- I’m Standing on a Million Lives 2 (2021)[5]
- In the Land of Leadale (2022)[6]
- I’m the Villainess, So I'm Taming the Final Boss (2022)[7]
- By the Grace of the Gods 2 (2023)[8]
- My Unique Skill Makes Me OP Even at Level 1 (2023)[9]
- A Playthrough of a Certain Dude’s VRMMO Life (2023)[10]
- Doctor Elise: The Royal Lady with the Lamp (2024)[11]
- I’ll Become a Villainess Who Goes Down in History (2024)[12]
- Ao no Miburo (2024)[13]
- Apocalypse Bringer Mynoghra (2025)[14]